# Simon Elo
Simon Jakob Benjamin Elo, född 8 juli 1986 i Borgå, är en finländsk politiker (Samlingspartiet, tidigare Blå framtid, innan dess Sannfinländarna). Han var ledamot av Finlands riksdag 2015–2019. Till utbildningen är Elo politices kandidat.
Elo blev invald i riksdagen i riksdagsvalet 2015 med 2 907 röster från Nylands valkrets.